# Бурмистрова, Марина Николаевна
Марина Николаевна Бурмистрова (род. 3 февраля 1974, Тверь, РСФСР, СССР) — российская баскетболистка, выступавшая в амплуа центрового. Чемпион Европы, обладатель кубка Ронкетти, многократный чемпион России, мастер спорта международного класса. Самая высокорослая центровая за всю историю женской сборной России.

## Биография
Марина Бурмистрова стала заниматься баскетболом с 8 лет в Твери. Когда её наставника, заслуженного тренера России по баскетболу Александра Калашникова, пригласили в команду высшей лиги СССР «Уралмаш», он взял Марину с собой в Свердловск, тогда она училась в восьмом классе. В 1989 году получает приглашение в кадетскую сборную СССР на чемпионат Европы в Румынию, где команда занимает 3-е место. На следующий год, уже в юниорской сборной (девушки до 18 лет), становится победителем первенства Европы в Испании. Но самым большим прорывом в карьере спортсмена стал вызов 17-летней баскетболистки во «взрослую» национальную сборную на чемпионат Европы — 1991. Дебют состоялся в матче против сборной Польши, где Марина набрала 5 очков. В Израиле легендарная сборная СССР завоевала своё последнее золото. Через месяц Бурмистрова покоряет Португалию, выиграв кадетское первенство Европы (12,4 очка в среднем за игру).
В 1992 году, уже в составе сборной СНГ, побеждает на юниорском чемпионате Европе (12,3 очка — 2-й показатель в команде) и переходит в московский «ЦСКА». Все последующие триумфы армейской команды неотрывно связаны с Мариной Бурмистровой. За 5 лет баскетболистка 5 раз становилась первой в России, была бронзовым призёром «Финала четырёх» кубка Чемпионов, выигрывала Кубок Ронкетти.
Дебют в новообразованной сборной России состоялся на чемпионате Европы — 1993 в Италии, где команда бесславно занимает 7-е место из 8 участников. Но в этом году Марина не осталась без награды, спустя два месяца она играет на юниорском первенстве мира в Южной Корее и получает серебряную медаль (11,7 очка — 3-й показатель в команде). Через два года в Чехии баскетболистка завоёвывает бронзовые медали чемпионата Европы, участвуя в трёх играх. Это было её последнее выступление в составе национальной команды.
В 1997 году Марина покидает Москву и возвращается играть на историческую родину в Тверь, где начинает выступать за местную команду подэлитного дивизиона. Отыграв два сезона за «Тверичанку 2000» Бурмистрова уезжает в Европу. Первый год проводит на Украине, где в составе «Козачки-ЗаЛК» доходит до полуфинала кубка Ронкетти, причём в розыгрыше этого турнира, она вторая в команде по набранным очкам и первая по подборам. Следующие два года баскетболистка играет в Болгарии за «Академик Тест», с которым выигрывает чемпионат Болгарии и национальный кубок.
В 2002 году Бурмистрова вновь возвращается в Тверь, где впоследствии, в 34 года, завершила игровую карьеру, так и не сыграв за родную команду в высшем российском дивизионе. Местные болельщики её называли по номеру на майке «Бомбардировщик Б-15».
В 2013 году, наряду с другими известными людьми, участвовала в эстафете олимпийского огня по городу Твери.

## Достижения
- Чемпион Европы: 1991
- Бронзовый призёр чемпионата Европы: 1995
- Серебряный призёр юниорского чемпионата мира: 1993
- Чемпион Европы среди юниорок: 1990, 1992
- Чемпион Европы среди кадеток: 1991
- Бронзовый призёр чемпионата Европы среди кадеток: 1989
- Обладатель Кубка Ронкетти: 1997
- Бронзовый призёр кубка Чемпионов: 1995
- Чемпион России: 1993, 1994, 1995, 1996, 1997
- Чемпион Болгарии: 2001
- Серебряный призёр чемпионата Болгарии: 2002
- Обладатель Кубка Болгарии: 2002
- Полуфиналист Кубка Ронкетти: 2000